# クリスチャン・マッケイ
クリスチャン・マッケイ（Christian McKay、1973年 - ）は、イングランドの俳優。

## 経歴
ベリー出身。王立演劇学校卒業。2008年、リチャード・リンクレイター監督の『僕と彼女とオーソン・ウェルズ』にてオーソン・ウェルズ役を演じる。2013年には、ロン・ハワード監督の『ラッシュ/プライドと友情』に出演した。

## フィルモグラフィー

### 映画
- 僕と彼女とオーソン・ウェルズ Me and Orson Welles （2008年）
- 恋のロンドン狂騒曲 You Will Meet a Tall Dark Stranger （2010年）
- 裏切りのサーカス Tinker Tailor Soldier Spy （2011年）
- ラッシュ/プライドと友情 Rush （2013年）
- パガニーニ 愛と狂気のヴァイオリニスト Der Teufelsgeiger （2013年） ※英題は『The Devil's Violinist』
- 博士と彼女のセオリー The Theory of Everything （2014年）
- ノーザン・ソウル Northern Soul （2014年）
- マダム・フローレンス! 夢見るふたり Florence Foster Jenkins （2016年）
- 愛欲のプロヴァンス Provenance （2017年）
- ロング, ロングバケーション The Leisure Seeker （2017年）
- アガサ・クリスティー ねじれた家 Crooked House （2017年）

### テレビ
- 名探偵ポワロ Poirot （2008年） - 第11シーズン第4話『死との約束』に出演
- ボルジア 欲望の系譜 Borgia （2011年 - 2013年） - 第1シーズンから第2シーズンまで出演
- ジキル&ハイド Jekyll & Hyde （2015年） -
- フロンティア Frontier （2016年） - 第1シーズンに出演
- ウォリアー Warrior （2019年 - 2020年） - 第1シーズンから第2シーズンまで出演

## 受賞
- 2009年 - 第8回ユタ映画批評家協会賞 - 助演男優賞（『僕と彼女とオーソン・ウェルズ』）[7]
- 2009年 - 第5回オースティン映画批評家協会賞 - ブレイクスルー・アーティスト賞（『僕と彼女とオーソン・ウェルズ』）[8]